# Хван Кьонсон
Хван Кьонсон  (кор. 황경선, 21 травня 1986) — південнокорейська тхеквондистка, олімпійська чемпіонка.

## Виступи на Олімпіадах
| Олімпіада   | Дисципліна | Місце |
| ----------- | ---------- | ----- |
| Афіни 2004  | до 67 кг   | 3     |
| Пекін 2008  | до 67 кг   | 1     |
| Лондон 2012 | до 67 кг   | 1     |